# Fantômas
Fantômas este un personaj literar fictiv creat de scriitorii francezi Marcel Allain (1885–1969) și Pierre Souvestre (1874–1914).
Unul dintre cele mai populare personaje din istoria criminalității ficționale franceze, Fantômas a fost creat în 1911 și a apărut într-un total de 32 de volume scrise de cei doi colaboratori, apoi în 11 volume scrise de Allain singur, după moartea lui Souvestre. Personajul a stat la baza mai multor filme, adaptări de televiziune și adaptări pentru benzi desenate. În istoria criminalității ficționale, el reprezintă o tranziție de la răufăcătorii romanelor gotice din secolul al XIX-lea la criminalii în serie din perioada modernă.
Cărțile și filmele care au venit în succesiune rapidă au anticipat metodele actuale de producție de la Hollywood, în două privințe: În primul rând, autorii și-au împărțit activitățile între ei; "metoda [lor] de lucru a fost să elaboreze intriga generală în comun apoi să scrie capitole alternative, independent unul de celălalt, întâlnindu-se pentru a lega cele două jumătăți ale poveștii, împreună, în capitolul final". Această abordare a permis autorilor să realizeze aproape un roman pe lună. În al doilea rând, drepturile de ecranizare ale cărților au fost imediat solicitate. Un astfel de sistem a asigurat că studioul de film ar putea produce continuări fiabile.

## Prezentare

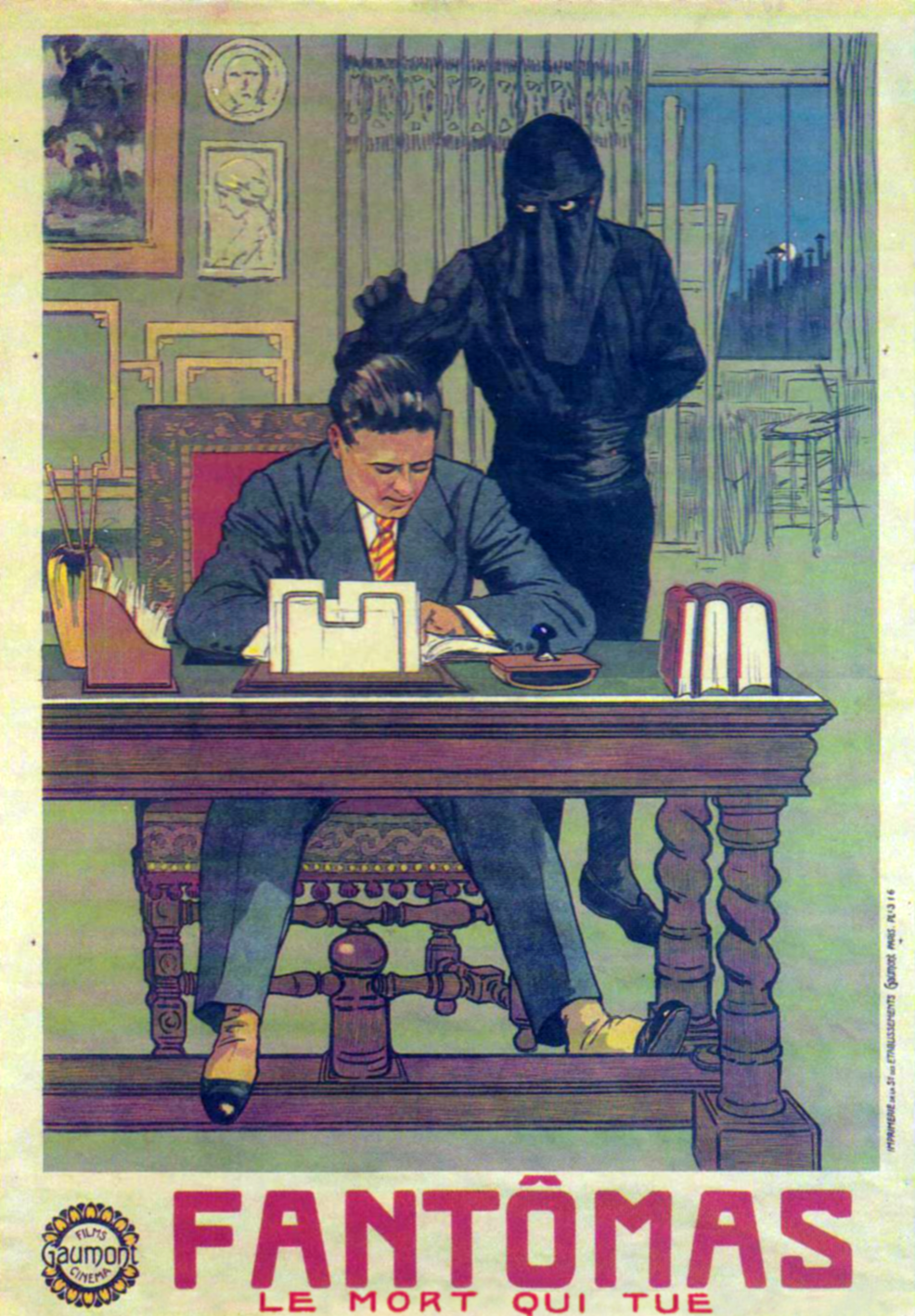
Un afiş al celui de-al treilea film din seria Fantômas, "Le mort qui tue" (1913), regizat de Louis Feuillade. Fantômas poartă cagula neagră și costumul negru reprezentativ, accesorii mai sinistre decât masca și fracul tradiționalului hoț gentleman.

Fantômas a fost introdus la câțiva ani după Arsène Lupin, un alt hoț bine-cunoscut. Dar, spre deosebire de Lupin care refuză crima, Fantômas nu are astfel de scrupule și este prezentat ca un sociopat, care se bucură ucigând într-un stil sadic.
El este un personaj crud, care nu are milă și nu este loial nimănui, nici chiar propriilor săi copii. El este un maestru al deghizării, apărând mereu sub o identitate asumată, de cele mai multe ori ale unei persoane pe care a ucis-o. Fantômas face uz de tehnici bizare și improbabile în crimele sale, cum ar fi șobolani infestați cu ciumă, șerpi gigantici și camere care se umple cu nisip.
Trecutul lui Fantômas rămâne vag. El ar putea fi de origine britanică și/sau franceză. Se pare că s-ar fi născut în 1867.
În cărți, se afirmă că prin 1892, omul care a devenit mai târziu Fantômas își zicea arhiducele Juan North și opera în Principatul german de Hesse-Weimar. Acolo i s-a născut un copil, Vladimir, dintr-o relație cu o femeie nobilă neidentificată. În circumstanțe nedezvăluite, el a fost arestat și trimis la închisoare.
Prin 1895, Fantômas a fost în India. Acolo, o femeie europeană neidentificată a dat naștere la o fetiță, Hélène, al cărui tată ar putea fi Fantômas sau un prinț indian care era acolit al acestuia. Fata a fost crescută în Africa de Sud.
În 1897, Fantômas a fost în Statele Unite ale Americii și Mexic. Acolo, el și-a ruinat partenerul de afaceri, Etienne Rambert.
În 1899, el a luptat în Al Doilea Război al Burilor din Africa de Sud, sub numele de Gurn. El a luptat în Transvaal ca sergent de artilerie sub comanda lordului Roberts. A devenit aghiotantul lordului Edward Beltham din Scottwell Hill și s-a îndrăgostit de mai tânăra sa soție, Lady Maud Beltham.
La întoarcerea lor în Europa, cu puțin timp înainte de acțiunea din primul roman (c. 1900), Gurn și Lady Beltham au fost surprinși în cuibul lor amoros din Paris, de pe Rue Levert, de soțul ei. Lordul Beltham era pe punctul de a o împușca pe Maud, atunci când Gurn l-a lovit cu un ciocan și apoi l-a ștrangulat.
Fantômas a luat apoi identitatea lui Etienne Rambert și l-a învinovățit pe fiul aceastuia, Charles, pentru o crimă pe care el a comis-o. Sub identitatea lui Etienne, el l-a convins pe Charles să se ascundă, dar tânărul a fost repede descoperit de detectivul poliției franceze Juve, obsedat de prinderea lui Fantômas. Juve știa că Charles era nevinovat și i-a dat o nouă identitate: jurnalistul Jerôme Fandor, care a fost angajat la ziarul La Capitale. Juve l-a arestat ulterior pe Gurn și, la procesul său, a adus un argument convingător că Gurn și Fantômas erau unul și același, deși dovezile erau prea circumstanțiale pentru a face un caz real. În ajunul execuției sale, Gurn/Fantômas a evadat din arest, fiind înlocuit de un actor care își schimbase fața după cea a personajului și a fost ghilotinat în locul lui.
Lady Beltham a rămas permanent sfâșiată între pasiunea ei pentru răufăcător și oroarea ei față de planurile criminale ale lui. În cele din urmă, ea s-a sinucis în 1910.
Fandor s-a îndrăgostit de Hélène și, în ciuda încercărilor repetate ale lui Fantômas de a-i despărți, s-a căsătorit cu ea.
Fiul malefic al lui Fantômas, Vladimir, a reapărut în 1911. Iubita lui Vladimir a fost ucisă de Fantômas, iar Vladimir însuși a fost în cele din urmă împușcat de Juve.

## Cărți

### de Allain și Souvestre
- 1. Fantômas (1911)
- 2. Juve contre Fantômas (1911)
- 3. Le Mort qui Tue (1911)
- 4. L'Agent Secret (1911)
- 5. Un Roi Prisonnier de Fantômas (1911)
- 6. Le Policier Apache (1911)
- 7. Le Pendu de Londres (1911)
- 8. La Fille de Fantômas (1911) (ISBN 1-932983-56-2)
- 9. Le Fiacre de Nuit (1911)
- 10. La Main Coupée (1911)
- 11. L'Arrestation de Fantômas (1912)
- 12. Le Magistrat Cambrioleur (1912)
- 13. La Livrée du Crime (1912)
- 14. La Mort de Juve (1912)
- 15. L'Evadée de Saint-Lazare (1912)
- 16. La Disparition de Fandor (1912)
- 17. Le Mariage de Fantômas (1912)
- 18. L'Assassin de Lady Beltham (1912)
- 19. La Guêpe Rouge (1912)
- 20. Les Souliers du Mort (1912)
- 21. Le Train Perdu (1912)
- 22. Les Amours d'un Prince (1912)
- 23. Le Bouquet Tragique (1912)
- 24. Le Jockey Masqué (1913)
- 25. Le Cercueil Vide (1913)
- 26. Le Faiseur de Reines (1913)
- 27. Le Cadavre Géant (1913)
- 28. Le Voleur d'Or (1913)
- 29. La Série Rouge (1913)
- 30. L'Hôtel du Crime (1913)
- 31. La Cravate de Chanvre (1913)
- 32. La Fin de Fantômas (1913)

### de Allain
- 33. Fantômas est-il ressuscité? (1925)
- 34. Fantômas, Roi des Recéleurs (1926)
- 35. Fantômas en Danger (1926)
- 36. Fantômas prend sa Revanche (1926)
- 37. Fantômas Attaque Fandor (1926)
- 38. Si c'était Fantômas? (1933)
- 39. Oui, c'est Fantômas! (1934)
- 40. Fantômas Joue et Gagne (1935)
- 41. Fantômas Rencontre l'Amour (1946)
- 42. Fantômas Vole des Blondes (1948)
- 43. Fantômas Mène le Bal (1963)

## Filme

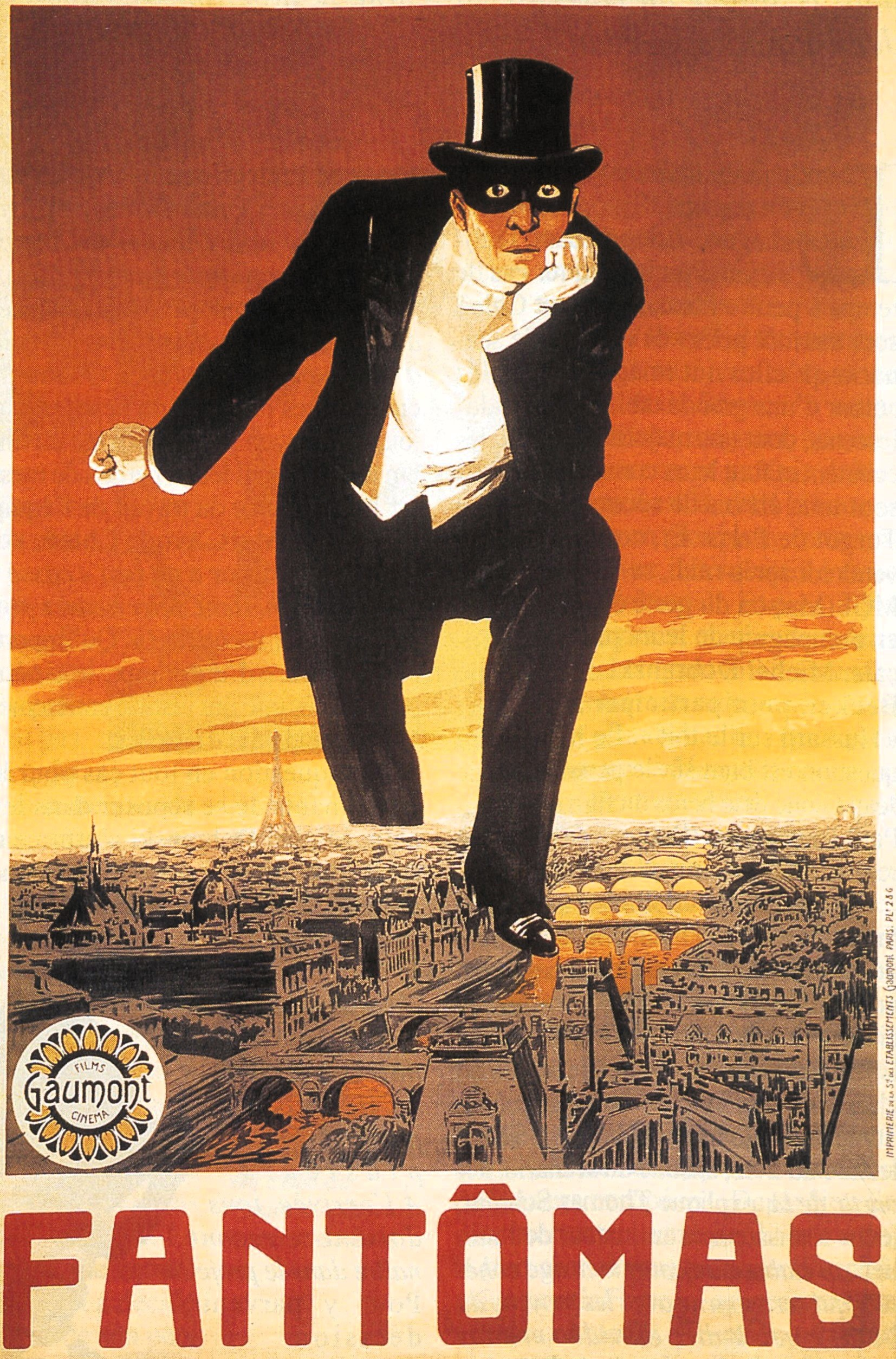
Un afiş al primei serii cu Fantômas, regizate de Louis Feuillade. În ilustrația originală pentru prima copertă a cărții Fantômas, personajul are un pumnal plin de sânge în mâna liberă.
El a fost, de asemenea, folosit pentru coperta cutiei cu DVD-uri, dar de această dată Fantômas este reprezentat călcând deasupra unui Paris din perioada modernă.

### Serii de filme mute
- 1. Fantômas (1913)
- 2. Juve Contre Fantômas (1913)
- 3. Le Mort Qui Tue (1913)
- 4. Fantômas contre Fantômas (1914)
- 5. Le Faux Magistrat (1914)

Pionierul filmelor mute Louis Feuillade a regizat cinci filme din seria Fantômas cu René Navarre în rolul lui Fantômas, Bréon ca Juve, Georges Melchior ca Fandor și Renée Carl ca Lady Beltham. Ele sunt considerate capodopere ale filmului mut. Seria sa ulterioară, Les Vampires, care se referă la sindicatul omonim al crimei (și nu la vampiri) este și ea o reminiscență a seriei Fantômas.
A existat în 1920 un serial american Fantômas cu 20 de episoade, regizat de Edward Sedgwick]] și cu Edward Roseman în rolul lui Fantômas, care are puține asemănări cu seria franceză de filme. În acea serie, inamicul lui Fantômas este detectivul Fred Dixon, interpretat de John Willard. Ea a fost lansată parțial în Franța (numai 12 episoade) sub titlul Les Exploits de Diabolos (The Exploits of Diabolos). O adaptare la forma de roman a acestei serii a fost scrisă de David White pentru Black Coat Press sub titlul Fantômas in America în 2007.

### Alte filme

Jean Marais în rolul Fantômas în filmul din 1964. În plus faţă de masca sa caracteristică, sunt vizibile mănuşile negre ale lui Fantômas.

- 6. Fantômas (1932), regizat de Paul Féjos cu Jean Galland în rolul lui Fantômas.
- 7. Monsieur Fantômas (1937), regizat de Ernst Moerman.
- 8. Fantômas (1946), regizat de Jean Sacha cu Marcel Herrand în rolul lui Fantomas.
- 9. Fantômas contre Fantômas (1948), regizat de Robert Vernay cu Maurice Teynac în rolul lui Fantomas.
- 10. Fantômas (1964), primul din cele trei filme regizate de André Hunebelle; cu Jean Marais în rolul lui Fantômas și în cel al lui Fandor, Louis de Funès în rolul comisarului Juve și Mylène Demongeot ca logodnica lui Fandor, fotografa Hélène. Tonul său a fost, în general, mult mai vesel decât în romane și personajele au fost actualizate într-un stil gen James Bond, inclusiv gadget-uri în stil James Bond, cum ar fi zburătorul Citroën DS al lui Fantômas cu aripi retractabile care se transformă într-un avion.[4]
- 11. Fantômas se dezlănțuie (1965)[5]
- 12. Fantômas contra Scotland Yard (1966)[6]

## Televiziune
Serialul de televiziune Fantômas format din patru episoade de câte series 90 de minute a fost produs în 1980, cu Helmut Berger în rolul lui Fantômas, Jacques Dufilho în rolul lui Juve și Gayle Hunnicutt în rolul lui Lady Beltham. Episoadele 1 și 4 au fost regizate de Claude Chabrol, iar episoadele 2 și 3 de Juan Luis Buñuel, fiul lui Luis Buñuel.

## Cărți de benzi desenate

### Franceze
- "Fantômas contre les Nains". O pagină săptămânală color cu text scris de Marcel Allain și desene de Santini a fost publicată în Gavroche nr. 24-30 (1941). Acest serial a fost întrerupt din cauza cenzurii; o continuare, Fantômas et l'Enfer Sous-Marin a fost scrisă, dar nu a publicată.
- O bandă desenată zilnic cu "Fantômas" realizată de Pierre Tabary a fost sindicalizată de Opera Mundi din noiembrie 1957 și până în martie 1958 (192 de benzi în total), adaptând primele două romane.
- Șaptesprezece reviste fumetti Fantômas, adaptând cărțile 1, 2, 3 și 5, au fost publicate de Del Duca în 1962 și 1963.
- O nouă pagină săptămânală color cu "Fantômas", cu text scris de Agnès Guilloteau și desene de Jacques Taillefer, a fost sindicalizată din nou de Opera Mundi în 1969 și publicată în Jours de France.
- În cele din urmă, o serie de romane grafice cu Fantômas scrise de L. Dellisse și desenate de Claude Laverdure au fost publicate de editorul belgian Claude Lefrancq: L'Affaire Beltham (1990), Juve contre Fantômas (1991) și Le Mort qui Tue (1995).

### Mexicane
În anii 1960, editura mexicană de benzi desenate Editorial Novaro a produs o serie de cărți de benzi desenate sub titlul Fantomas La Amenaza Elegante (în română Fantomas, amenințarea elegantă) care au fost populare în întreaga America Latină. Acesta era destinat să fie aparent același personaj, dar a fost transformat într-un personaj eroic, neavând nicio legătură cu cărțile sau filmele. Nu se știe dacă acest lucru a fost făcut, cu sau fără permisiune legală.
Acest Fantomas a fost un hoț care a comis jafuri spectaculoase doar de amorul artei, și a purtat tot timpul o mască albă, strânsă pe piele, sau o varietate de deghizări, astfel încât adevărata lui față nu a fost niciodată văzută. Personajul a fost, de asemenea, urmărit de autorități, în cazul său de un inspector al Poliției franceze pe nume Gerard. Masca sa din această versiune - care a fost în mod clar inspirată de masca neagră purtată de personajul italian de benzi desenate Diabolik - și utilizarea ei pare să fi fost influențată de imaginile populare generate de luptele mexicane. Se pare că seria a fost influențată și de filmele din seria James Bond, deoarece Fantomas, echipat cu tehnologii avansate create de către un savant pe nume profesorul Semo, a avut tot felul de aventuri în întreaga lume și chiar s-a luptat cu alți criminali, mai cruzi.
El era, de asemenea, milionar, care deținea mai multe societăți sub diferite identități, își avea sediul secret în afara Parisului și era asistat de mai multe agenți, inclusiv 12 "Zodiac Girls", femei frumoase care îl asistau personal, cunoscute numai prin numele lor de cod - semne zodiacului. Deși seria a fost anulată cu ani în urmă (Novaro nu a avut succes în 1985, iar un personaj recreat de rivalul Grupo Editorial Vid, în Mexic, în anii 1990 nu a avut o viață lungă), personajul din aceste benzi desenate este cunoscut atât în America Centrală, cât și în America de Sud.

### Americane
O scurtă poveste cu Fantômas, scrisă de Paul Kupperberg și Roy Mann, a apărut în Captain Action Comics nr. 1, publicată în 2009 de Moonstone Books.

## Influență culturală
Romanele și filmele ulterioare cu Fantômas au fost extrem de apreciat de avangarda franceză a timpului, în special de către suprarealiști. Blaise Cendrars a numit seria "Eneida modernă"; Guillaume Apollinaire a spus că "din punct de vedere al imaginației, Fantômas este una dintre cele mai bogate lucrări care există." Pictorul René Magritte și poetul și romancierul suprarealist Robert Desnos au realizat ambii lucrări cu aluzii la Fantômas.
Filmele au fost, de asemenea, foarte populare în Uniunea Sovietică. În 2007, autorul rus Andrei Șari a publicat cartea Sign F: Fantomas in Books and on the Screen, care a analizat special acest fenomen.

## Pastișe, omagii și personaje
- Este posibil ca Fantômas să fi fost influențat de către predecesorul său mai puțin amintit, Zigomar, creația lui Léon Sazie, care a apărut pentru prima dată ca un serial în Le Matin în 1909, apoi ca o revistă pulp (28 numere) în 1913, și din nou în Zigomar contre Zigomar în alte opt numere din 1924.
- Numai în Franța, Fantômas a avut numeroși imitatori. Printre aceștia sunt Tenebras al lui Arnould Galopin, Masque Rouge al lui Gaston René, Belphégor al lui Arthur Bernède, Demonax al lui R. Collard, precum și creațiile lui Marcel Allain, Tigris, Fatala, Miss Teria și Ferocias.[7]
- Fantômas a apărut într-un mod neautorizat în două piese franceze de teatru: Nick Carter vs. Fantômas (1910) de Alexandre Bisson și Guillaume Livet (tradusă, ISBN 978-1-934543-05-4) și Sherlock Holmes vs. Fantômas (La Mort d' Herlock Sholmes, ou Bandits en Habits Noirs, 1914) de Pierre de Wattyne și Yorril Walter (trdusă, ISBN 978-1-934543-67-2).
- Mai mulți răufăcători italieni din anii 1960 au fost influențati în mod clar de Fantômas. Printre cei mai faimoși sunt Diabolik, Kriminal, Killing și Satanik.
- Criticul de film și scriitorul britanic Kim Newman a susținut că Fantômas a inspirat seria de filme Pantera Roz cu Peter Sellers.[1] În primul film Pantera Roz din 1963, Fantômas a fost transformat în Sir Charles Lytton (the Phantom) și inspectorul Juve a devenit inspectorul Clouseau.
- Fantômas are, de asemenea, mai multe puncte în comun cu filmul Temptress of a Thousand Faces (1969), produs în Hong Kong .[8]
- Paperinik, un supererou alter-ego al lui Donald Duck, creat de Guido Martina și Giovan Battista Carpi în 1969, este inspirat parțial din Fantômas. Predecesorul său, Fantomius, a fost în mod evident numit după Fantômas. În Franța, personajul este cunoscut ca Fantomiald; în Germania, ca Phantomias.
- Fantômas a inspirat nuvela Fantomas contra los vampiros multinacionales (1975) a lui Julio Cortázar.
- Fantomas a fost sursa de inspirație pentru personajul Mr. Ixnay, care apare în The Chuckling Whatsit, un roman grafic din 1997 al scriitorului/artistului Richard Sala, creator al Invisible Hands, un omagiu animat thriller-urilor de modă veche care a difuzat de MTV.
- În 1999, Mike Patton și-a numit formația sa rock Fantômas după personajul ficțional.
- Există un personaj Marvel Comics numit Fantomex, care a apărut pentru prima oară în august 2002. El a fost creat de Grant Morrison și Igor Kordey pentru New X-Men.
- Într-una din secțiunile romanului grafic The League of Extraordinary Gentlemen, Volume II, Fantômas este descris ca fiind un membru al "Les Hommes Mysterieux", societatea omoloagă franceză a Ligii, alături de Arsène Lupin, piratul aerului Robur și Nyctalope.[9] În continuarea The League of Extraordinary Gentlemen: Black Dossier, întâlnirea Ligii cu "Les Hommes" este oprită după ce Fantômas detonează o bombă care distruge Opera Garnier, spunând într-o engleză fără accent, "I win".
- În versiunea franceză a extinsului univers Wold Newton, Jean-Marc Lofficier a teoretizat că Fantômas ar putea fi fiul lui Rocambole și a iubitei și inamicei sale, Ellen Palmure.[10]
- Personajul Spectrobert din cartea Everybody's Favorite Duck a lui Gahan Wilson este o parodie directă a lui Fantômas.
- Fantômas își face o scurtă apariție în romanul The Bloody Red Baron al lui Kim Newman.
- Fantômas este o sursă de inspirație parțială pentru personajul Phantom Limb din desenele animate The Venture Bros. ale Adult Swim. Numele său de familie este, de fapt, Fantômas. Un tablou similar în aparență al personajului negativ mascat poate fi văzut agățat pe peretele din biroul său de la Universitatea de Stat în "The Invisible Hand of Fate". Este dezvăluit faptul că Phantom Limb este de fapt nepotul celebrului criminal. Fantômas are o apariție scurtă în serial în timpul unui flashback din episodul "ORB" din sezonul 3 ca unul dintre membrii originali ai Guild of Calamitous Intent.
- Fantômas are un verișor german în persoana lordului Lister (presupus britanic).
- La sfârșitul lui All Hallows Eve a lui David Eveleigh, se precizează că va exista o viitoare continuare în care Eve, protagonista cărții, va lupta cu Fantômas. Pe pagina sa DeviantART, Eveleigh afirmă că aceasta va fi disponibilă cândva prin octombrie 2012.
- În povestirea "Fantômville" a lui Nick Campbell, din colecția Wildthyme in Purple, Fantômas se întâlnește cu călătorul în timp Iris Wildthyme.
- În "The Artist", Jean Dujardin poartă o mască și un costum similare cu cele ale lui Juve.